# Эктор (округ)
Округ Эктор (англ. Ector County) расположен в США, штате Техас. На 2000 год численность населения составляла 121 123 человек. По оценке бюро переписи населения США в 2009 году население округа составляло 134 625 человек. Окружным центром является город Одесса.

## История
Округ Эктор был сформирован в 1887 году.

## География
По данными Бюро переписи населения США площадь округа Эктор составляет 2333 км².

### Основные шоссе
- Федеральная автострада 20
- Шоссе 80
- Шоссе 385
- Автострада 158
- Автострада 302
- Кольцевая автострада 338

### Соседние округа
- Андрус (север)
- Мидленд (восток)
- Аптон (юго-восток)
- Крейн (юг)
- Уорд (юго-запад)
- Уинклер (запад)

### Города
- Гардендейл (Gardendale)
- Голдсмит (Goldsmith)
- Одесса (Odessa)
- Уэст-Одесса (West Odessa)
- Пенуэлл (Penwell)
- Плезант-Фармс (Pleasant Farms)
- Нотрис (Notrees)

### Города-«призраки»
- Arcade
- Badger
- Douro
- Judkins
- Metz
- North Cowden
- Prairie Home
- Scharbauer City
- Smith Chapel
- Turnbaugh Corner

## Демография
По данным переписи населения 2000 года в округе проживало 121 123 жителей. Среди них 30,2 % составляли дети до 18 лет, 10,2 % люди возрастом более 65 лет. 50,9 % населения составляли женщины.
Национальный состав был следующим: 92,0 % белых, 4,9 % афроамериканцев, 1,2 % представителей коренных народов, 0,8 % азиатов, 51,9 % латиноамериканцев. 1,1 % населения являлись представителями двух или более рас.
Средний доход на душу населения в округе составлял $15031. 15,5 % населения имело доход ниже прожиточного минимума. Средний доход на домохозяйство составлял $46868.
Также 68,0 % взрослого населения имело законченное среднее образование, а 12,0 % имело высшее образование.